# Австралийский концертный тур Led Zeppelin 1972 года
Концертный тур группы Led Zeppelin проходивший в 1972 году на территории Австралии и Новой Зеландии, в период с 16 по 29 февраля. Группа гастролировала в этих странах впервые и в будущем больше не возвращалась сюда. Примечательно, что Джимми Пейдж уже побывал в Австралии в начале 1967 года в составе группы The Yardbirds.
Первоначальный группа планировала также выступить в Сингапуре, 14 февраля, однако местные власти отказали музыкантам во въезде из-за местных законов, запрещающих мужчинам носить длинные волосы.
Турне получило хорошие отзывы от музыкальной прессы, отрывки их концерта в Сиднее 27 февраля были сняты на чёрно-белую плёнку австралийской радиовещательной корпорацией и впоследствии показаны по национальному телевидению. Некоторые из этих записей позднее были включены в Led Zeppelin DVD 2003 года.
В середине концертного тура Джимми Пейдж сбрил свою фирменную бороду, которую он отпустил почти два года назад во время записи альбома Led Zeppelin III. 20 февраля, во время концерта в Мельбурне 20 февраля он выступал с бородой, однако два дня спустя он пришёл на пресс-конференцию группы чисто выбритым. До прекращения деятельности коллектива он придерживался такого имиджа.
Все концерты этого тура, за исключением одного (в Брисбене 29 февраля), проводились на открытых площадках. Выступление в Мельбурне на стадионе «Kooyong» было прервано из-за плохой погоды.
Все концерты этого тура выпускались на неофициальных компакт-дисках, за исключением выступления в Перте — они демонстрируют группу в отличной музыкальной форме.

## Сет-лист
Все ко позиции написаны Джимми Пейджем и Робертом Плантом, за исключением отмечанных.
Практически на всех концертах список композиций состоял из следующих песен:
1. «Immigrant Song»
2. «Heartbreaker» (Джон Бонэм, Пейдж, Плант)
3. «Out on the Tiles» (вступление) (Пейдж, Плант, Бонэм) / «Black Dog» (Пейдж, Плант, Джон Пол Джонс)
4. «Since I've Been Loving You» (Пейдж, Плант, Джонс)
5. «Celebration Day» (Пейдж, Плант, Джонс) (только 25, 27 и 29 февраля)
6. «Stairway to Heaven»
7. «Going to California»
8. «That’s the Way»[англ.]
9. «Tangerine» (Пейдж)
10. «Bron-Yr-Aur Stomp» (Пейдж, Плант, Джонс)
11. «Dazed and Confused» (Пейдж)
12. «What Is and What Should Never Be»
13. «Rock and Roll» (Пейдж, Плант, Бонэм, Джонс) (только 3 мая)
14. «Moby Dick» (Бонэм) (только 8 августа)
15. «Whole Lotta Love» (Пейдж, Плант, Бонэм, Джонс, Вилли Диксон)

Выходы «на бис» (вариации):
- «Communication Breakdown» (Пейдж, Плант, Бонэм) (только 25 и 27 февраля)
- «Organ Solo» / «Thank You» (только 27 февраля)

На протяжении гастролей в сет-листе происходили некоторые изменения в чередовании песен, а также замены композиций.

## Расписание концертов
| Дата            | Город    | Страна         | Место                   |
| --------------- | -------- | -------------- | ----------------------- |
| 14 февраля 1972 | Сингапур | Сингапур       | Неизвестно              |
| 16 февраля 1972 | Перт     | Австралия      | Subiaco Oval            |
| 19 февраля 1972 | Аделаида | Австралия      | Memorial Drive Park     |
| 20 февраля 1972 | Мельбурн | Австралия      | Kooyong Stadium         |
| 25 февраля 1972 | Окленд   | Новая Зеландия | Western Springs Stadium |
| 27 февраля 1972 | Сидней   | Australia      | Sydney Showground       |
| 29 февраля 1972 | Брисбен  | Australia      | Brisbane Festival Hall  |